# Siewienki
Siewienki (ros. Севенки) – wieś (ros. деревня, trb. dieriewnia) w zachodniej Rosji, w sielsowiecie zacharkowskim rejonu konyszowskiego w obwodzie kurskim.

## Geografia
Miejscowość położona jest nad Kotlewką (dopływ Wabli w dorzeczu Sejmu), 5,5 km od centrum administracyjnego sielsowietu (Zacharkowo), 6 km na północny wschód od centrum administracyjnego rejonu (Konyszowka), 61 km na północny zachód od Kurska.
W miejscowości znajduje się 131 posesji.
Klimat
Miejscowość, jak i cały rejon, znajduje się w strefie klimatu kontynentalnego z łagodnym ciepłym latem i równomiernie rozłożonymi opadami rocznymi (Dfb w klasyfikacji klimatów Köppena).

## Demografia
W 2010 r. miejscowość zamieszkiwało 117 osób.